# Хаким Зијеш
Хаким Зијеш (арап. حكيم زيياش, хол. Hakim Ziyech; Дронтен, 19. март 1993) јесте марокански фудбалер који примарно игра у средини терена на позицији офанзивног везног играча. Тренутно игра за Галатасарај, на позајмици из Челсија, као и за репрезентацију Марока.

## Клупска каријера
Рођен је у Холандији, у породици мароканског порекла. Прошао је омладинску школу екипе Херенвена, за чији је први тим дебитовао као професионалац 2. августа 2012. у утакмици трећег кола квалификација за Лигу Европе против Рапида из Букурешта. Десет дана касније одиграо је и прву утакмицу у холандском првенству против екипе НЕК-а.
Након три сезоне у Херенвену, током којих је у свим такмичењима одиграо 46 утакмица и постигао 13 голова, у августу 2014. прешао је у редове екипе Твентеа са којом потписује четворогодишњи уговор вредан 3,5 милиона евра. Две године касније за 11 милиона евра прешао је у редове Ајакса из Амстердама.

## Репрезентативна каријера
У периоду 2012—2014. Зијеш је играо за млађе репрезентативне селекције Холандије, али како није успео да се избори за место у сениорској репрезентацији земље у којој је рођен, одлучио се да наступа за земљу својих родитеља.
За сениорску репрезентацију Марока дебитовао је 9. октобра 2015. у пријатељској утакмици против Обале Слоноваче. На пријатељском сусрету са Конгом играном 27. маја 2016. постигао је оба гола у победи свог тима од 2 : 0, а били су то уједно и његови први голови у репрезентативном дресу.
Селектор Ерве Ренар уврстио га је на списак играча за Светско првенство 2018. у Русији, где је одиграо све три утакмице за Мароко у групи Б.

### Голови за репрезентацију
| №  | Датум              | Место   | Ривал               | Голови | Резултат | Такмичење                                |
| -- | ------------------ | ------- | ------------------- | ------ | -------- | ---------------------------------------- |
| 1. | 27. мај 2016.      | Тангер  | Конго               | 1 : 0  | 2 : 0    | Пријатељска утакмица                     |
| 2. | 27. мај 2016.      | Тангер  | Конго               | 2 : 0  | 2 : 0    | Пријатељска утакмица                     |
| 3. | 4. септембар 2016. | Рабат   | Сао Томе и Принсипе | 1 : 0  | 2 : 0    | Квалификације за Афички куп нација 2017. |
| 4. | 11. октобар 2016.  | Маракеш | Канада              | 2 : 0  | 4 : 0    | Пријатељска утакмица                     |
| 5. | 11. октобар 2016.  | Маракеш | Канада              | 3 : 0  | 4 : 0    | Пријатељска утакмица                     |
| 6. | 1. септембар 2017. | Рабат   | Мали                | 1 : 0  | 6 : 0    | Квалификације за СП 2018.                |
| 7. | 1. септембар 2017. | Рабат   | Мали                | 3 : 0  | 6 : 0    | Квалификације за СП 2018.                |
| 8. | 23. март 2018.     | Торино  | Србија              | 1 : 0  | 2 : 1    | Пријатељска утакмица                     |
| 9. | 9. јун 2018.       | Талин   | Естонија            | 2 : 0  | 3 : 1    | Пријатељска утакмица                     |

## Успеси и признања

### Клупски
Ајакс
- Првенство Холандије (1) : 2018/19.
- Куп Холандије (1) : 2018/19.
- Суперкуп Холандије (1) : 2019.

Челси
- УЕФА Лига шампиона (1) : 2020/21.
- УЕФА суперкуп (1) : 2021.
- Светско клупско првенство (1) : 2021.

### Индивидуална признања
- Најбољи фудбалер Марока: 2016.
- Фудбалер сезоне у Холандији: 2017/18.